# Orectognathus longispinosus
Orectognathus longispinosus é uma espécie de formiga do gênero Orectognathus, pertencente à subfamília Myrmicinae.